# Politique d'aide à l'accession à la propriété
La politique d'aide à l'accession à la propriété est une politique d'incitation économique qui vise à augmenter la proportion de ménages propriétaire. 

## Canada
Au Canada, le Programme canadien d'encouragement à l'accession à la propriété met en œuvre cette politique au début des années 1980. À la même époque, le gouvernement du Québec met en place un programme similaire appelé Corvée-Habitation administré par la Société d'habitation du Québec. Ce programme expire en 1984 et est suivi du programme Mon taux, mon toit en 1991 et Premier toit en 1994.
De nos jours, le régime d'accession à la propriété et le compte d'épargne libre d'impôt pour l'achat d'une première propriété sont deux outils financiers dont l'objectif est de faciliter l'accession à la propriété.

## France
En France, le prêt à taux zéro, les aides au logement, le Bail réel solidaire ou la participation des employeurs à l'effort de construction sont des exemples de politique d'accession à la propriété.